# Campionato sudamericano maschile under 21 di pallavolo 2012
Il campionato sudamericano maschile under 21 di pallavolo 2012 si è svolto dal 23 al 27 ottobre 2012 a Saquarema, in Brasile: al torneo hanno partecipato sette squadre nazionali under 21 sudamericane e la vittoria finale è andata per la diciassettesima volta al Brasile.

## Impianti
|                                                                       |  |  |
|                                                                       |  |  |
| Centro de Voleibol Città: Saquarema Capienza: - Anno d'apertura: 2001 |  |  |

## Regolamento

### Formula
Le squadre hanno disputato una prima fase a gironi con formula del girone all'italiana; al termine della prima fase:
- Le prime due classificate di ogni girone hanno acceduto alla fase finale per il primo posto strutturata in semifinali, finale per il terzo posto e finale.
- L'ultima classificata del girone A e le ultime due classificate del girone B (la terza classificata del girone B è direttamente qualificata alla finale per il quinto posto) hanno acceduto alla finale per il quinto posto strutturata in semifinali, finale per il settimo posto e finale per il quinto posto.

### Criteri di classifica
Se il risultato finale è stato di 3-0 o 3-1 sono stati assegnati 3 punti alla squadra vincente e 0 a quella sconfitta, se il risultato finale è stato di 3-2 sono stati assegnati 2 punti alla squadra vincente e 1 a quella sconfitta.
L'ordine del posizionamento in classifica è stato definito in base a:
- Numero di partite vinte;
- Punti;
- Ratio dei set vinti/persi;
- Ratio dei punti realizzati/subiti;
- Risultati degli scontri diretti.

## Squadre partecipanti
| Squadra   | Qualificazione | Ultima partecipazione |
| --------- | -------------- | --------------------- |
| Argentina | -              | Cile 2012             |
| Brasile   | -              | Cile 2012             |
| Cile      | -              | Cile 2012             |
| Colombia  | -              | Cile 2012             |
| Perù      | -              | Cile 2012             |
| Uruguay   | -              | Cile 2012             |
| Venezuela | -              | Cile 2012             |

## Torneo

### Fase a gironi
| Girone A | Girone B  |
| -------- | --------- |
| Brasile  | Argentina |
| Cile     | Perù      |
| Colombia | Uruguay   |
| -        | Venezuela |

#### Girone A

##### Risultati
| 23 ottobre 2012 Centro de Voleibol, Saquarema Durata: ? - Spettatori: ? | Cile    | 3 - 2 | Colombia | 25-19, 25-20, 25-27, 16-25, 15-12 |
| 24 ottobre 2012 Centro de Voleibol, Saquarema Durata: ? - Spettatori: ? | Brasile | 3 - 0 | Colombia | 25-16, 25-13, 25-13               |
| 25 ottobre 2012 Centro de Voleibol, Saquarema Durata: ? - Spettatori: ? | Brasile | 3 - 0 | Cile     | 25-15, 25-16, 25-22               |

##### Classifica
| Pos | Squadra  | Pt | G | V | P | SV | SP | Ratio | PF  | PS  | Ratio |
| --- | -------- | -- | - | - | - | -- | -- | ----- | --- | --- | ----- |
| 1   | Brasile  | 6  | 2 | 2 | 0 | 6  | 0  | MAX   | 150 | 95  | 1.579 |
| 2   | Cile     | 2  | 2 | 1 | 1 | 3  | 5  | 0.600 | 159 | 178 | 0.893 |
| 3   | Colombia | 1  | 2 | 0 | 2 | 2  | 6  | 0.333 | 145 | 181 | 0.801 |

#### Girone B

##### Risultati
| 23 ottobre 2012 Centro de Voleibol, Saquarema Durata: ? - Spettatori: ? | Perù      | 0 - 3 | Argentina | 15-25, 15-25, 19-25        |
| 23 ottobre 2012 Centro de Voleibol, Saquarema Durata: ? - Spettatori: ? | Venezuela | 3 - 1 | Uruguay   | 22-25, 25-15, 25-17, 25-16 |
| 24 ottobre 2012 Centro de Voleibol, Saquarema Durata: ? - Spettatori: ? | Venezuela | 3 - 0 | Perù      | 27-25, 25-11, 25-22        |
| 24 ottobre 2012 Centro de Voleibol, Saquarema Durata: ? - Spettatori: ? | Argentina | 3 - 0 | Uruguay   | 25-17, 25-15, 25-16        |
| 25 ottobre 2012 Centro de Voleibol, Saquarema Durata: ? - Spettatori: ? | Argentina | 3 - 0 | Venezuela | 25-14, 25-21, 25-21        |
| 25 ottobre 2012 Centro de Voleibol, Saquarema Durata: ? - Spettatori: ? | Uruguay   | 0 - 3 | Perù      | 23-25, 17-25, 15-25        |

##### Classifica
| Pos | Squadra   | Pt | G | V | P | SV | SP | Ratio | PF  | PS  | Ratio |
| --- | --------- | -- | - | - | - | -- | -- | ----- | --- | --- | ----- |
| 1   | Argentina | 9  | 3 | 3 | 0 | 9  | 0  | MAX   | 225 | 153 | 1.471 |
| 2   | Venezuela | 6  | 3 | 2 | 1 | 6  | 4  | 1.500 | 230 | 206 | 1.117 |
| 3   | Perù      | 3  | 3 | 1 | 2 | 3  | 6  | 0.500 | 182 | 207 | 0.879 |
| 4   | Uruguay   | 0  | 3 | 0 | 3 | 1  | 9  | 0.111 | 176 | 247 | 0.713 |

### Fase finale

#### Finali 1º e 3º posto
|  | Semifinali | Semifinali | Semifinali |           |         | 1º/2º posto | 1º/2º posto | 1º/2º posto |  |
|  |            |            |            |           |         |             |             |             |  |
|  | Brasile    | Brasile    | 3          |           |         |             |             |             |  |
|  | Brasile    | Brasile    | 3          |           |         |             |             |             |  |
|  | Venezuela  | Venezuela  | 0          |           |         |             |             |             |  |
|  | Venezuela  | Venezuela  | 0          |           | Brasile | Brasile     | 3           |             |  |
|  |            |            |            |           | Brasile | Brasile     | 3           |             |  |
|  |            |            | Argentina  | Argentina | 0       |             |             |             |  |
|  | Argentina  | Argentina  | Argentina  | Argentina | 0       | 3           |             |             |  |
|  | Argentina  | Argentina  |            |           |         | 3           |             |             |  |
|  | Cile       | Cile       | 0          |           |         | 3º/4º posto | 3º/4º posto | 3º/4º posto |  |
|  | Cile       | Cile       | 0          |           |         |             |             |             |  |
|  |            |            |            |           |         |             |             |             |  |
|  |            |            |            |           |         | Venezuela   | Venezuela   | 3           |  |
|  |            |            |            |           |         | Venezuela   | Venezuela   | 3           |  |
|  |            |            |            |           |         | Cile        | Cile        | 0           |  |

##### Semifinali
| 26 ottobre 2012 Centro de Voleibol, Saquarema Durata: ? - Spettatori: ? | Brasile   | 3 - 0 | Venezuela | 25-21, 25-19, 25-19 |
| 26 ottobre 2012 Centro de Voleibol, Saquarema Durata: ? - Spettatori: ? | Argentina | 3 - 0 | Cile      | 25-13, 25-23, 25-22 |

##### Finale 3º posto
| 27 ottobre 2012 Centro de Voleibol, Saquarema Durata: ? - Spettatori: ? | Venezuela | 3 - 0 | Cile | 25-21, 25-12, 25-20 |

##### Finale
| 27 ottobre 2012 Centro de Voleibol, Saquarema Durata: ? - Spettatori: ? | Brasile | 3 - 0 | Argentina | 25-14, 25-17, 25-17 |

#### Finali 5º e 7º posto
|  | Semifinali | Semifinali | Semifinali |          |      | 5º/6º posto | 5º/6º posto | 5º/6º posto |  |
|  |            |            |            |          |      |             |             |             |  |
|  | Perù       | Perù       | -          |          |      |             |             |             |  |
|  | Perù       | Perù       | -          |          |      |             |             |             |  |
|  | -          | -          | -          |          |      |             |             |             |  |
|  | -          | -          | -          |          | Perù | Perù        | 2           |             |  |
|  |            |            |            |          | Perù | Perù        | 2           |             |  |
|  |            |            | Colombia   | Colombia | 3    |             |             |             |  |
|  | Colombia   | Colombia   | Colombia   | Colombia | 3    | 3           |             |             |  |
|  | Colombia   | Colombia   |            |          |      | 3           |             |             |  |
|  | Uruguay    | Uruguay    | 1          |          |      | 7º/8º posto | 7º/8º posto | 7º/8º posto |  |
|  | Uruguay    | Uruguay    | 1          |          |      |             |             |             |  |
|  |            |            |            |          |      |             |             |             |  |
|  |            |            |            |          |      | Uruguay     | Uruguay     | -           |  |
|  |            |            |            |          |      | Uruguay     | Uruguay     | -           |  |
|  |            |            |            |          |      | -           | -           | -           |  |

##### Semifinali
| 26 ottobre 2012 Centro de Voleibol, Saquarema Durata: ? - Spettatori: ? | Colombia | 3 - 1 | Uruguay | 25-18, 18-25, 25-15, 25-21 |

##### Finale 5º posto
| 27 ottobre 2012 Centro de Voleibol, Saquarema Durata: ? - Spettatori: ? | Perù | 2 - 3 | Colombia | 18-25, 18-25, 25-23, 25-20, 12-15 |

## Classifica finale
| Pos | Squadre   | Qualificazione                    |
| --- | --------- | --------------------------------- |
|     | Brasile   | Campionato mondiale Under-21 2013 |
|     | Argentina | Campionato mondiale Under-21 2013 |
|     | Venezuela | Campionato mondiale Under-21 2013 |
| 4   | Cile      |                                   |
| 5   | Colombia  |                                   |
| 6   | Perù      |                                   |
| 7   | Uruguay   |                                   |

## Premi individuali
| Premio                | Nome                 | Squadra   |
| --------------------- | -------------------- | --------- |
| MVP                   | João Rafael Ferreira | Brasile   |
| Miglior palleggiatore | Thiago Veloso        | Brasile   |
| Miglior opposto       | Juan Díaz            | Colombia  |
| Miglior schiacciatore | Fabián Martínez      | Venezuela |
| Miglior centrale      | Leandro dos Santos   | Brasile   |
| Miglior libero        | Martin Weber         | Argentina |
| Miglior servizio      | Luciano Zornetta     | Argentina |
| Miglior ricevitore    | João Rafael Ferreira | Brasile   |